# Les Natchez
Pour les articles homonymes, voir Natchez (homonymie).
Les Natchez est une œuvre de jeunesse de François-René de Chateaubriand, considérée comme un poème en prose ou un roman, publiée pour la première fois dans l'édition de ses Œuvres complètes en 1826 et parue pour la première fois à Bruxelles en 1827.

## Résumé
Poème en prose dont la composition remonte à 1796-1797. 
Histoire de la tribu indienne des Natchez, révoltée contre les Français en 1727. La seconde partie de l'œuvre prend l'allure d'un roman : René est accueilli en Louisiane chez les Natchez par le vieux Chactas ; il est finalement assassiné par un des Natchez.

## Postérité

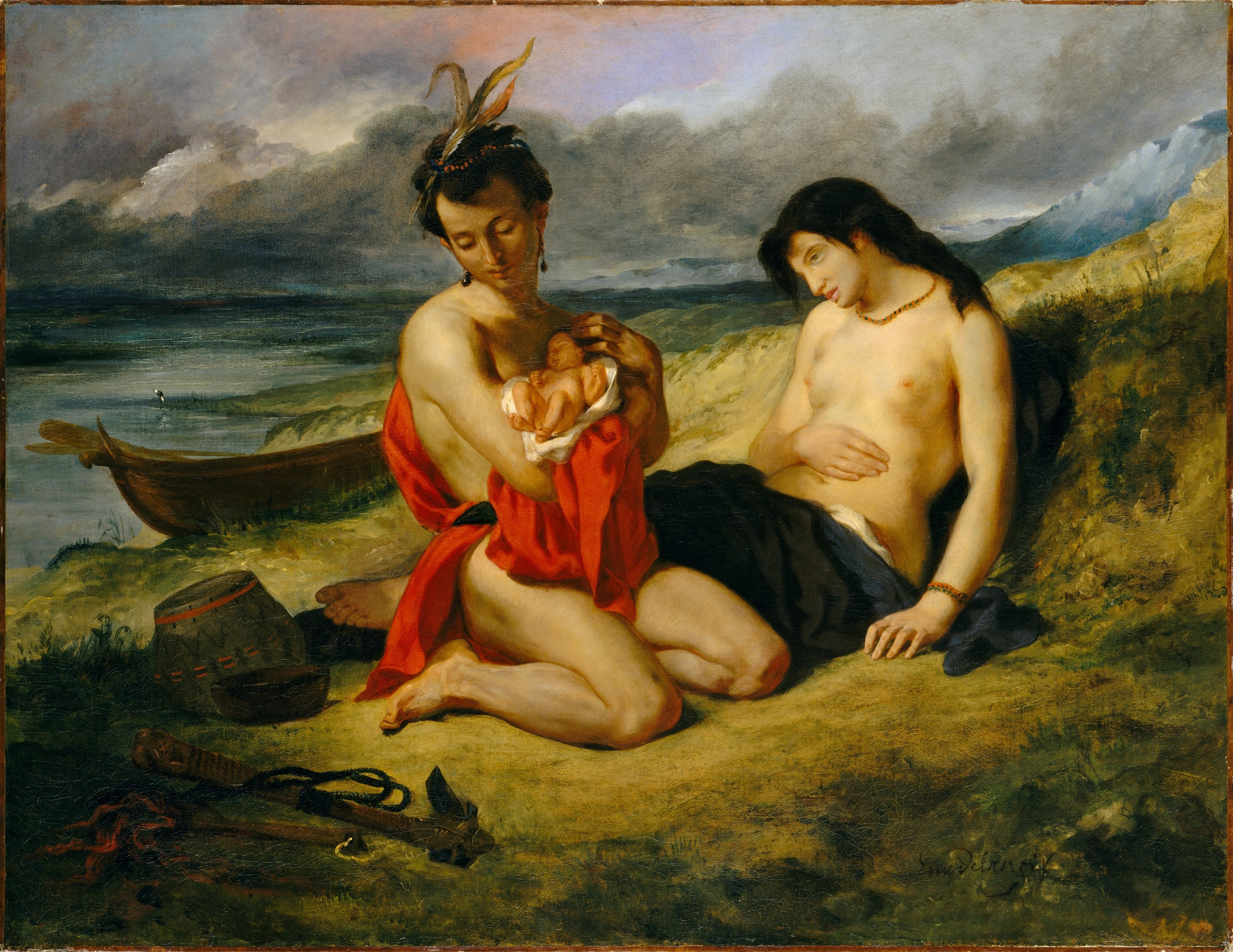
Les Natchez d'Eugène Delacroix (1835).

Eugène Delacroix, en 1835, peint une toile intitulée Les Natchez, inspirée du roman.
Les Natchez est cité parmi les sept œuvres majeures de Chateaubriand sur le billet de 500 francs Chateaubriand créé en 1945.